# Umm Kulthum
Umm Kulthum (in arabo أم كلثوم‎?), pseudonimo di Fāṭima Ibrāhīm al-Biltāgī (in arabo  فاطمة إبراهيم البلتاجي‎?; Ṭamāy al-Zahāyra, 4 maggio 1904 – Il Cairo, 3 febbraio 1975), è stata una cantante, musicista e attrice egiziana, tra le più celebri e amate in Egitto e in tutto il mondo arabo. I suoi album sono ancora oggi tra i più venduti nel mondo arabo.

## Biografia
Umm Kulthūm nacque nel villaggio di Ṭamāy al-Zahāyra, presso la città di al-Sanballāwayn, nel Governatorato di Daqahliyya in Egitto; la sua data di nascita precisa è sconosciuta, ma da pagine dell'anagrafe ritrovate nella provincia natale si presume sia il 4 maggio 1904, malgrado si dica in altre fonti che fosse nata il 31 dicembre del 1898, o il 31 dicembre del 1904.

### Gli esordi
Già da bambina, mostrava eccezionale talento per il canto, al punto che, all'età di 12 anni, il padre la travestì da maschio per farla entrare in un piccolo gruppo teatrale che egli stesso dirigeva. Quattro anni dopo, venne notata da un famoso cantante, Abu El Ala Mohamed, e da un famoso liutista, Zakaria Ahmed, che le chiesero d'accompagnarli al Cairo. Attese di rispondere al loro invito fino all'età di 23 anni, nel frattempo continuando a cantare abbigliata da ragazzo in numerosi piccoli teatri. Evitava con cura la vita mondana.

### Il Cairo
In quel periodo, fece due incontri molto interessanti. Il primo fu con Ahmed Rami, un poeta che scrisse per lei 137 canzoni, e la introdusse alla letteratura francese che aveva appreso alla Sorbona. L'altro incontro fu con Mohamed El Kasabji, un virtuoso del liuto che la presentò all'Arabian Theatre Palace, dove avrebbe avuto il suo primo grande successo. Nel 1932, divenne abbastanza famosa da cominciare una grande tournée (in città come Damasco, Baghdad, Beirut, e Tripoli). Questa fama inoltre le permise, nel 1948, di incontrare il futuro Presidente egiziano Gamal Abdel Nasser, che non nascose la sua ammirazione per lei, e che successivamente portò tutto l'Egitto ad amarla; un "amore" reciproco, visto il vivo patriottismo di Umm Kulthum.

### Gli anni '50

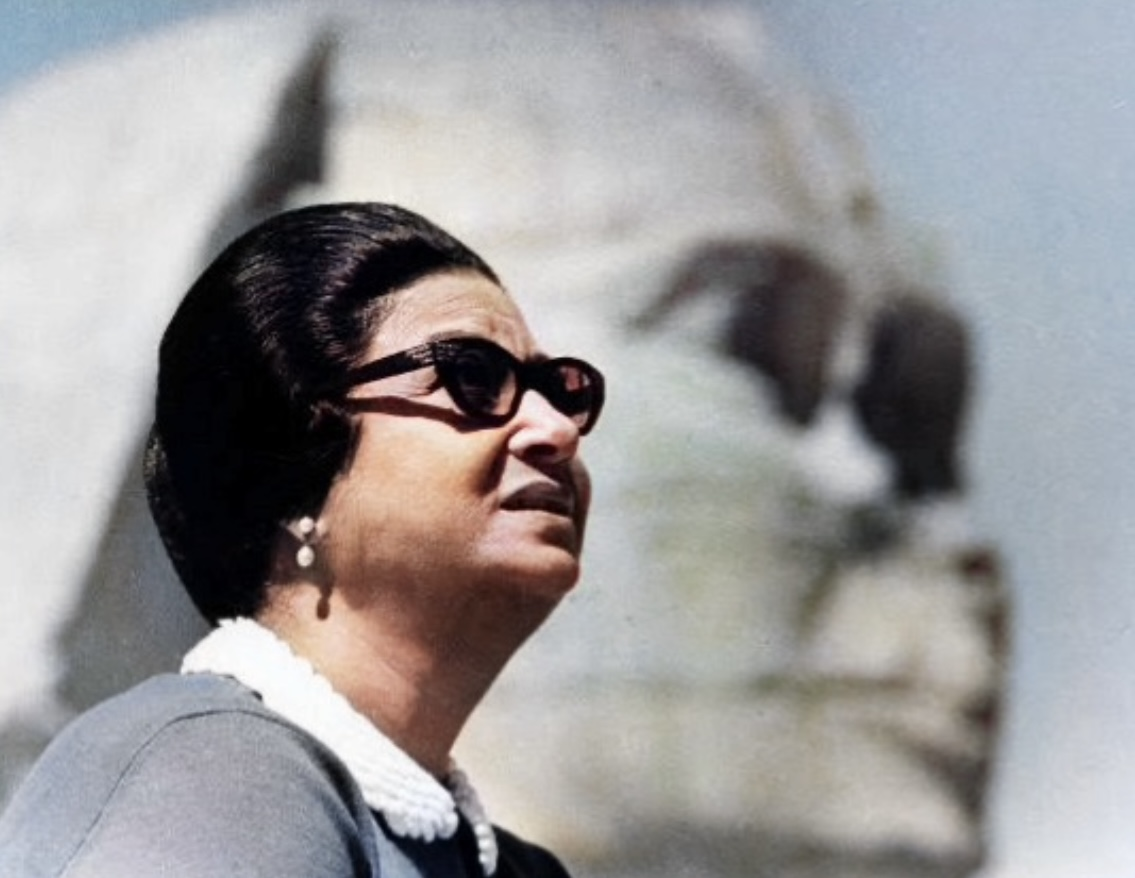
Umm Kulthum, 1967

In parallelo con la sua carriera di cantante, perseguiva anche una carriera d'attrice, che abbandonò presto, a causa della mancanza del contatto personale ed emozionale con il pubblico. Nel 1953 sposò un uomo che rispettava ed ammirava, il medico Hassen El Hafnaoui, preoccupandosi di includere una clausola che le avrebbe permesso di divorziare. Continuò la sua carriera di cantante, ricevendo, nel 1967, anche un telegramma da Charles de Gaulle. Le venne ben presto diagnosticato un grave caso di nefrite.

### L'ultimo concerto
Umm Kulthum tenne il suo ultimo concerto al Palazzo del Nilo. Gli esami avevano rilevato che la sua malattia era inoperabile, quindi si trasferì negli Stati Uniti, dove trasse beneficio per qualche tempo della tecnologia medica più avanzata ma, nel 1975, rientrando in patria, si rese necessaria l'ospedalizzazione a causa della salute oramai in declino. Le preghiere dei suoi concittadini furono enormi e plateali.
Morì all'ospedale del Cairo il 3 febbraio 1975.

## Curiosità
- Il suo funerale fu epocale. Una folla immensa seguiva il feretro, dalla sua casa al cimitero. Il corteo si estese per circa 10 chilometri.
- La sua vita, e il rapporto artistico ed affettivo ultra-cinquantennale con Ahmed Rami, hanno ispirato a Sélim Nassib il romanzo Ti ho amata per la tua voce, racconto immaginario di una relazione platonica tra la cantante e il grande poeta, cui a sua volta è ispirato il brano Fatmah degli Almamegretta (incluso nell'album Lingo).
- Il parlamento egiziano interrompeva le proprie sedute per permettere ai deputati di ascoltare i concerti della cantante trasmessi in diretta radiofonica.[4]
- Il fumettista francese Charles Berberian ha dedicato alla cantate il fumetto Gli occhiali di Om Kalsoum.
- Mika cita Umm Kulthum nella canzone Boum boum boum.
- Molti versi delle canzoni di Umm Kulthum sono citati nel romanzo La straniera (1999) di Younis Tawfik, e sono un elemento costante nella struttura del romanzo, basata su racconti e reminiscenze dei due protagonisti, l'architetto e Amina, entrambi appassionati della discografia della cantante egiziana.
- Le è stato dedicato il decimo festival delle Arti del mondo Arabo, Arabesques, tenutosi giovedì 21 maggio 2015 a Montpellier, Francia.

## Discografia parziale
- Amal Hayati - Sono Cairo
- Enta Omri - Sono Cairo
- Arak Asia el Dama - A Ghadn Alkaaka - Sono Cairo
- Fat el Mead - Sono Cairo
- Hagartek - EMI
- Retrospective - Artists Arabes Associes
- The Classics - CD, EMI Arabia, 2001
- La Diva - CD, EMI arabia, 1998
- La Diva II - CD, EMI Arabia, 1998
- La Diva III - CD, EMI Arabia, 1998
- La Diva IV - CD, EMI Arabia, 1998
- La Diva V - CD, EMI Arabia, 1998
- Alf leyla wa leyla
- Fakkarouni
- El atlal (Le rovine)

## Filmografia parziale
Umm Kulthum ha recitato in molti film dal 1935 al 1948, ed è stata la protagonista di:
- 1935: "وداد, (Widad)"
- 1937: "نشيد الأمل, (Nashid al-Amal, L'inno alla speranza)"
- 1940: "دنانير, (Dananir)"
- 1942: "عايدة, (Aida)"
- 1944: "سلامة, (Salama)"
- 1947: "فاطمة, (Fatima)"

## Onorificenze

### Onorificenze egiziane
Cavaliere di gran croce dell'Ordine al merito